# Sheung Wan (MTR)
Sheung Wan (traditioneel: 上環) is een metrostation van de Metro van Hongkong. Het is een halte aan de Island Line. 